# Anne-Laure Vandeputte
Anne-Laure Vandeputte (Brugge, 18 juni 1993) is een Belgische actrice.

## Biografie
Vandeputte werd op haar veertiende ontdekt als fotomodel. Ze stond model voor verschillende modemerken en poseerde voor een aantal tijdschriften. Een deel van haar middelbareschooltijd bracht Vandeputte door aan de kunsthumaniora in Brugge, waar ze acteerlessen kreeg en haar eerste rollen speelde. Vervolgens studeerde Vandeputte drama aan het conservatorium van Antwerpen, waar ze in 2016 afstudeerde.
Vandeputte legde zich in eerste instantie toe op acteren in het theater, ze speelde rollen in Closer van SKaGeN, Onschuld van de Roovers en JR van FC Bergman. In 2019 speelde ze in haar eerste eigen theaterproductie, Millennialism.
Naast haar werk in het theater speelde Vandeputte rollen in enkele korte films en gastrollen in tv-series als De Ridder, Vermist en Zie mij graag. In 2019 speelde Vandeputte haar eerste tv-hoofdrol als Liesje in de Vlaams-Nederlandse productie Grenslanders.
In 2018 had ze een rol in de serie “De Bende van Jan De Lichte” en in 2021 nam ze deel aan De Slimste Mens Ter Wereld.

## Filmografie
| Televisie | Televisie                  | Televisie           | Televisie                                                   |
| Jaar      | Productie                  | Rol                 | Opmerkingen                                                 |
| --------- | -------------------------- | ------------------- | ----------------------------------------------------------- |
| 2015      | De Ridder                  | Liese Meersman      | afl. Een tangoleraar van 32                                 |
| 2016      | Vermist                    | Margo van Damme     | afl. Dimi                                                   |
| 2017      | Zie mij graag              | Iris                | afl. Young Ones                                             |
| 2017      | It's Showtime              | Tatjana             | afl. 6, 9 en 10                                             |
| 2018      | De Bende van Jan de Lichte | Anne-Marie          | terugkerende bijrol                                         |
| 2019      | Grenslanders               | Liesje Tierenteyn   | hoofdrol                                                    |
| 2019      | Keizersvrouwen             | Bibi Standbergen    | terugkerende bijrol                                         |
| 2020      | Red Light                  | Veronique Wagelmans | terugkerende bijrol                                         |
| 2020      | Bathroom Stories           | Flo                 | Hoofdrol, online webserie van MNM & Sputnik Media op VRT NU |
| 2020      | Lockdown – Transfer        | Fia Duyster         | kortfilm                                                    |
| 2021      | Déjà Vu                    | Steffi              | Terugkerende gastrol                                        |
| 2021      | De Slimste Mens ter Wereld | Zichzelf            | Deelnemer                                                   |
| 2021      | Hotel Poseidon             | Roodharige vrouw 3  |                                                             |